# Bengtsfors (đô thị)
Đô thị Bengtsfors (Bengtsfors kommun) là một đô thị ở hạt Västra Götaland phía tây Thụy Điển. Thủ phủ là thị xã Bengtsfors. Thị trấn này có dân số khoảng 3.080 người tính đến năm 2010 và  diện tích khoảng 3.27 km².
Đô thị hiện nay được lập năm 1971 khu thị xã (köping) Bengtsfors được hợp nhất với các đô thị Bäckefors, Lelång và Steneby.
Đô thị này có diện tích mặt nước lớn với nhiều hồ và suối. Kênh đào Dalsland chảy qua đây.
Một trong những sự kiện đáng chú ý nhất ở Bengtsfors là cuộc đua thuyền kayak hàng năm, Dalslands Kanot Marathon+ - một cuộc thi đua dài 55 km qua các dòng sông của thị trấn, đã thu hút các vận động viên chuyên nghiệp và nghiệp dư. Cuộc đua này là một trong những cuộc thi kayak lớn nhất ở Thụy Điển.

## Các khu vực dân cư
- Bengtsfors (seat), 3.600
- Billingsfors, 1.400
- Bäckefors, 750
- Dals Långed, 1.700
- Gustavsfors, 700
- Skåpafors, 400